# Prachtzwergkauz
Der Prachtzwergkauz  (Glaucidium sjostedti, Syn.: Taenioglaux sjostedti), auch Prachtkauz oder Pracht-Sperlingskauz genannt, ist eine Vogelart aus der Familie der Eigentlichen Eulen (Strigidae).
Diese Art wird von einigen Autoren zusammen mit weiteren der Gattung Taenioglaux zugerechnet.
Die lateinische Bezeichnung ehrt den Zoologen Yngve Sjöstedt.
Die Art kommt in Zentralafrika vor, in Äquatorialguinea, der Demokratischen Republik Kongo, in Gabun, Kamerun, Nigeria und der Republik Kongo.
Ihr Verbreitungsgebiet umfasst überwiegend Waldgebiete im Tiefland sowie von Teilen des Kamerunberges.

## Beschreibung
Der Prachtzwergkauz ist 20 bis 25 cm groß und wiegt etwa 140 g. Kopf und Nacken sind braun mit weißer Bänderung, das Gesicht ist braun mit gelbbraun bis weißer Bänderung, die Iris ist gelb, die Wachshaut und der Schnabel sind blassgelb. Die Oberseite ist rotbraun mit weißen Flecken auf den Flügeldecken, die Unterseite ist hellbraun mit rotbrauner Bänderung.

## Stimme
Der Ruf des Männchens wird als 3 bis 6 über wenige Sekunden gerufene Töne „kroo-kroo-kroo-kroo“ beschrieben.

## Lebensweise
Die Nahrung besteht hauptsächlich aus Insekten wie auch Spinnentieren, Mäusen, kleinen Schlangen, Schalentieren und jungen Vögeln.
Die Brutzeit liegt zwischen Juli in Gabun und Februar bis Dezember in Kamerun. Das Nest wird in Höhlen angelegt.

## Gefährdungssituation
Die Prachtzwergkauz gilt als nicht gefährdet (‘‘least concern‘‘).

## Etymologie und Forschungsgeschichte
Die Erstbeschreibung des Prachtzwergkauzes erfolgte 1893 durch Anton Reichenow unter dem wissenschaftlichen Namen Glaucidium sjöstedti. Das Typusexemplar wurde nahe des Kamerunbergs gesammelt. Bereits 1832 führte Friedrich Boie die für die Wissenschaft neue Gattung Glaucidium ein. Dieser Name leitet sich von γλαυξ (glaux) für Eule ab. Der eigentliche Name ist die Diminutivform und bedeutet deshalb kleine Eule. Der Artname sjostedti ist Bror Yngve Sjöstedt (1866–1948) gewidmet.